# District de Bapaume
Le district de Bapaume est une ancienne division territoriale française du département du Pas-de-Calais de 1790 à 1795.
Il était composé des cantons de Bapaume, Cagnicourt, Courcelles, Croisille, Fonquevillers, Grevillers, Lagnicourt, Metz en Couture, Oisy et Rocquigny.